# Ясна (Авеста)
Ясна (авест. 𐬫𐬀𐬯𐬥𐬀) — первая и важнейшая часть Авесты, состоящая из 72 глав (хаити). Текст Ясны озвучивался во время зороастрийского богослужения.

## Содержание
Ясна содержит клятву приверженности благим мыслям (вохумане), пророку (мантрану) Заратустре, богу-творцу Ахура-Мазде (5:1) и проклятие дэвам (12:1; 32:3). В Ясне содержатся упоминания о фраваши, «будущих спасителях» (саошьянтах — 9:2; 26:6) и Святом Духе (7:18), а также проводится различение между духовным миром и плотским (28:2). Почитанием окружается огонь, воспринимаемый как сын Ахура-Мазды (3:2; 4:17), а также солнце — око Ахура-Мазды (4:16), язаты из свиты Бога (6:20).
Девятая глава содержит историческое повествование о хаоме и о блаженном царе Йиме, в годы которого не было ни старости, ни смерти, а также о злобном чудовище Ажи Дахаке.
Ясна отвергает воровство (12:2) и ложь (друдж, 18:5), противопоставляя им идеалы правды (Аша) и послушания (Сраоша). В целом мир, по представлениям Ясны, нуждается в Преображении (Фрашкард — 30:9), поскольку Авеста утверждает дуализм — двух духов «в начале бытия» (45:2). Величайшим благом является целостность и бессмертие (47:1).
Ярким образом Ясны является мистический мост Чинват (46:10, 51:13, 71:16; ср. Сират), через который суждено пройти только праведникам. Грешники (кавии и карапаны, то есть колдуны и враги зороастризма) попытаются также пройти по нему, но будут низвержены в Дом Лжи (46:11; 49:11).